# Біллі Берк
Біллі Берк (англ. Billie Burke; 7 серпня 1884 — 14 травня 1970) — американська акторка, номінантка премії «Оскар» в 1938 році, відома за роллю Доброї феї Півночі в музичному фільмі «Чарівник країни Оз» (1939).

## Біографія
Мері Вільям Етельберт Еппелтон Берк (англ. Mary William Etelbert Eppelton Berk), що стала відомою як Біллі Берк, народилася у Вашингтоні 7 серпня 1884 в сім'ї циркача Біллі Берка. Її сім'я багато подорожувала по США та Європі і зрештою осіла в Лондоні. Бажання стати акторкою з'явилося у юної Біллі після відвідування лондонського Вест-Енду.
З 1903 року вона стала грати на театральних сценах Лондона, а незабаром після цього повернулася в США, де за дуже короткий час стала успішною акторкою в бродвейських комедіях. Вона також отримала похвалу в «The New York Times» за свою чарівність і яскравий образ.
На Бродвеї Берк познайомилася з конферансьє Флорензом Зігфелдом, з яким одружилася в 1914 році. У 1916 вона народила дочку, Патріцію Зігфелд Стефенсон, і в тому ж році дебютувала в кіно. Театральна сцена все ж вабила її більше від екрану, тому що там вона могла вільно говорити, чого не могла дозволити собі в німому кіно. Але після Біржового краху 1929 року їй довелося по-новому подивитися на ролі в кіно, бо заробити на них можна було більше.
У 1932 році Біллі Берк знову з'явилася в Голлівуді у фільмі Джорджа К'юкора «Білль про розлучення», де виконала роль Мег Фейрфілд, матері героїні Кетрін Гепберн, для якої цей фільм став дебютним. Під час зйомок у цьому фільмі помер чоловік, та попри особисту трагедію вона продовжила зйомки відразу після похорону.
Через рік акторка з'явилася ще в одному фільмі К'юкора «Обід у вісім», де також знімалися Джон Беррімор, Джин Гарлоу і Мері Дресслер. Фільм став дуже успішним і приніс Берк велику популярність. У 1938 році вона зіграла Емілі Кілборн у фільмі «Весело ми живемо», за роль якої була номінована на «Оскар».
У 1936 році «MGM» випустило біографічний фільм про її чоловіка «Великий Зігфільд», що отримав відразу два «Оскара». У картині присутня персонажка Біллі Берк, яку зіграла акторка Мірна Лой. У 1938 році, у віці 53 років, Біллі Берк зіграла одну з найвідоміших своїх ролей, Глінді, Добру відьму Півночі, в легендарному фільмі Віктора Флемінга «Чарівник країни Оз». Іншими відомими її ролями стали Доріс Дунстан у фільмах «Батько нареченої» (1950) і «Маленький прибуток батька» (1951).
З 1943 по 1946 Берк була ведучою власного шоу на радіо «CBS». Її ситком «Шоу Біллі Берк» виходив в ефір кожний суботній ранок.
У 1950-ті роки акторка з'явилася в парі телесеріалів, а в кінці десятиліття, будучи вже літньою з поганою пам'яттю, припинила зніматися, оскільки нові ролі їй стали даватися важко.
Берк є авторкою двох автобіографій: «With a Feather on My Nose» (1949) і «With Powder on My Nose» (1959). Акторка також стала натхненням для створення образу феї Фауни в мультфільмі компанії «Walt Disney» «Спляча красуня» (1959).
14 травня 1970 вона померла через хворобу Альцгеймера в Лос-Анджелесі на 86 році життя. Похована на кладовищі Кенсіко в нью-йоркському окрузі Вестчестер.
Її внесок у кінематограф США відзначений зіркою на Голлівудській алеї слави.

## Фільмографія
- 1918 — Дружина жартома / The Make-Believe Wife
- 1918 — У гонитві за Поллі / In Pursuit of Polly
- 1933 — Обід о восьмій
- 1934 — Забуваючи про всіх інших
- 1937 — Наречена була в червоному / The Bride Wore Red
- 1938 — Весело ми живемо / Merrily We Live
- 1939 — Чарівник країни Оз
- 1950 — Батько нареченої